# 1474

## Esdeveniments
Països Catalans
Resta del món
- Impressió del primer llibre en llengua catalana, a València per Vincent Lampart i titulat Les obres o trobes dauall scrites les quals tracten de lahors de la sacratíssima Verge Maria.

## Naixements
Països Catalans
Resta del món
- 21 de març, Desenzano del Garda: Àngela Merici, religiosa fundadora de la Companyia de Santa Úrsula (m. 1540).[1]

- 18 de maig, Ferrara: Isabel d'Este, princesa del ducat de Ferrara i Mòdena i mecenes del Renaixement (m. 1539).[2]

## Necrològiques
Països Catalans
- 18 de novembre, Barcelona: Sança Ximenis de Cabrera, aristòcrata catalana i promotora artística medieval (n. 1393).[3]
- 5 de desembre - Elna (el Rosselló): Bernat d'Oms, executat per l'exèrcit francès per haver encapçalat la resistència contra l'ocupació de la vila.

Resta del món
- 11 de desembre - Madrid, Espanya: Enric IV, rei de Castella (1454-1474) (n.Valladolid, Corona de Castella 1425).